# Mordechai

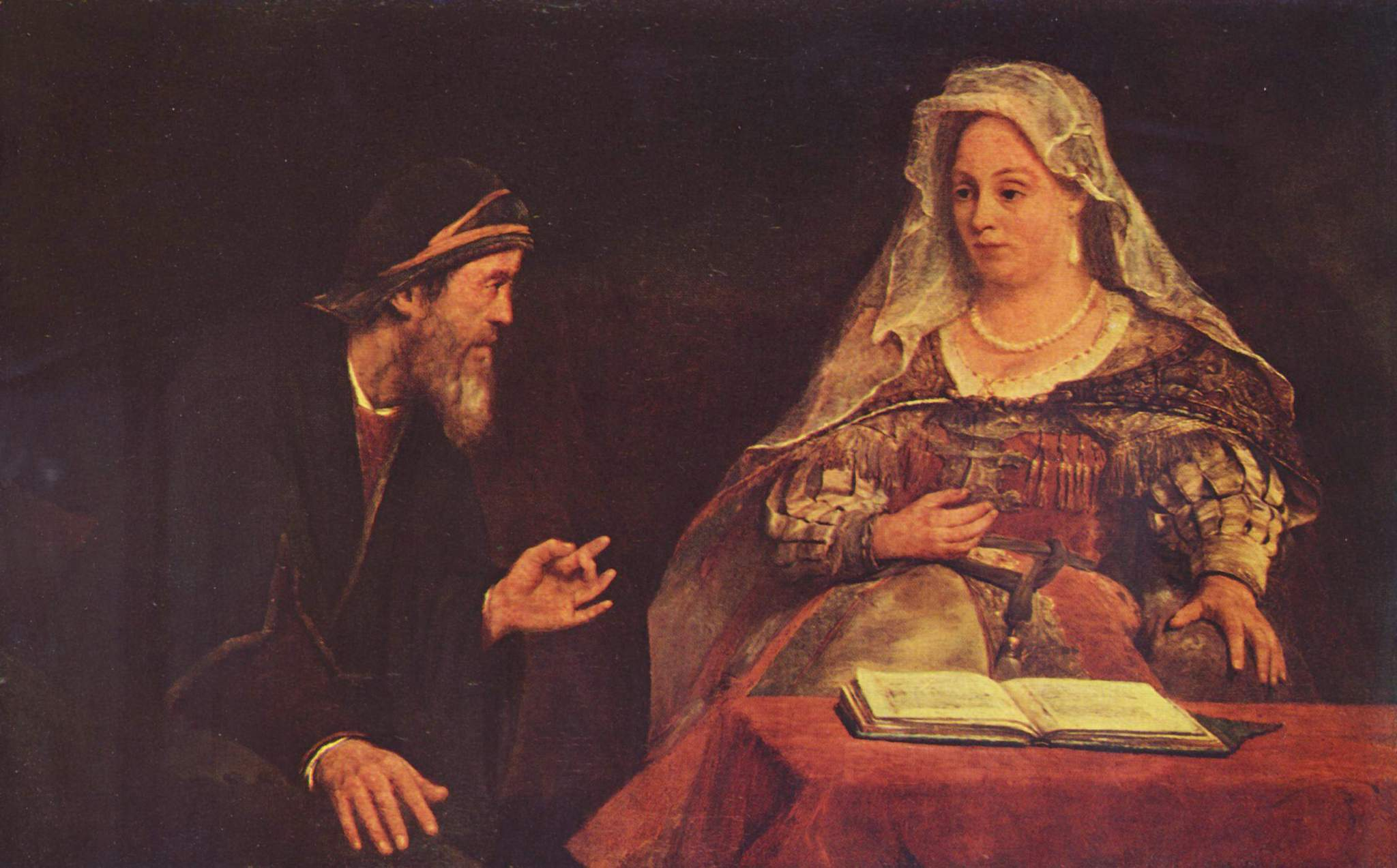
Mordechai, links afgebeeld op een schilderij van Arent de Gelder.

Mordechai of Mordekai (Hebreeuws: מָרְדֳּכַי, waarschijnlijk een afleiding van het Babylonische Mardoek, de stadsgod van Babylon) is een personage uit de Hebreeuwse Bijbel.
Mordechai was een hoofdpersoon in het boek Ester. Hij was een Jood uit de stam Benjamin. Met Ester, zijn nicht en geadopteerde dochter, woonde hij in Susa, in de Perzische diaspora. Van beiden wordt aangenomen dat zij nakomelingen waren van de Joden uit Jeruzalem die in Babylonische ballingschap werden gevoerd. In Susa werkte Mordechai aan het hof en bewaakte de poort van het koninklijk paleis. Hij viel op door twee eigenschappen. Hij stond bekend als loyaal aan de koning. Zo slaagde hij erin twee moordaanslagen op Ahasveros (Xerxes I, 486 - 465 v.Chr.) te verijdelen. Een tweede eigenschap was dat hij een gelovige Jood was, die in de diaspora zijn geloof maar in beperkte mate openlijk kon uitoefenen. Het hoogste gebod, namelijk alleen JHWH eer te bewijzen, voerde hij zelfs onder uiterst gevaarlijke omstandigheden uit. Daarom weigerde hij te buigen voor Haman, de tweede man in het rijk. Deze innerlijke kracht ergerde Haman dermate, dat hij niet alleen Mordechai wilde doden, maar het volledige Joodse volk wilde uitroeien. 
Deze moordzuchtige plannen konden slechts verijdeld worden door behendig samenspel van Mordechai en Ester. Hoewel Mordechai Ester in eerste instantie had geadviseerd haar Joodse afkomst te verloochenen aan het koninklijk hof om tot de hoogste posities en vertrouwenspositie van de koning door te dringen, legde hij het lot van zijn volk in dit geval in handen van Ester. Alleen zij was, hoewel met gevaar voor eigen leven, door haar vertrouwelijke omgang en relatie met de koning in de positie het Joodse volk van de vernietiging te redden. Hierbij kwamen Mordechai zijn loyaliteit aan de koning en zijn eerdere successen in het verijdelen van de moordaanslagen op het leven van de koning goed van pas. Na het ophangen van Haman ontving Mordechai vele eerbewijzen van de koning.